# История ЮАР
История Южной Африки очень богата и очень сложна из-за смешения разных народов и культур, которые появляясь на территории страны в разное время со времен предыстории, сосуществуют друг с другом. Бушмены появились тут как минимум 25 000 лет тому назад, а народы банту — как минимум 1500 лет. Письменная история начинается с прибытия европейцев, начиная с португальцев, которые решили не колонизировать регион, оставляя место для голландцев. Британцы оспаривали свое превосходство в конце 18 века, что привело к двум войнам. Двадцатый век ознаменовался сегрегационной законодательной системой апартеида, а затем сломом системы и избранием Нельсона Манделы, первого темнокожего президента Южной Африки.

## Каменный век

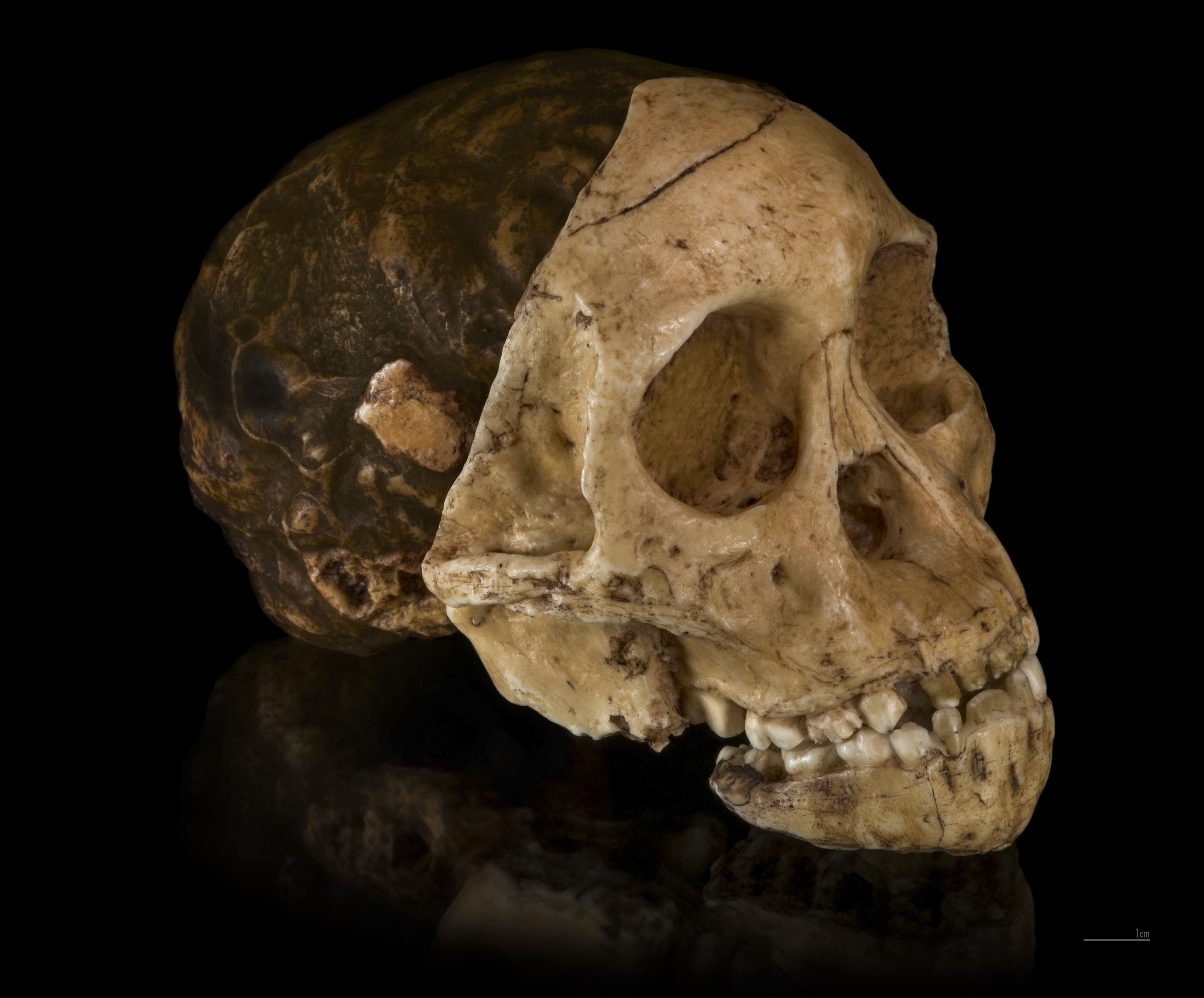
Таунгский ребёнок (Taung 1)

Предки человека появились на территории ЮАР в глубокой древности, о чём свидетельствуют находки австралопитеков в пещерах Стеркфонтейн, Кромдрай, Малапа, Макапансгат и др.
Часть черепа DNH 134 из пещерного комплекса Дримолен на территории заповедника «Колыбель человечества» датируется возрастом 2,04—1,94 млн лет назад и относится либо к виду Homo erectus, либо к виду Homo rudolfensis, либо к виду Homo habilis.
Частичный моляр верхней челюсти HGT 500 из плейстоценовой пещеры Хаасгат (Haasgat) по толщине эмали (∼2,0 мм) близок австралопитеку и раннему Homo и датируется, по данным магнитобиостратиграфии, возрастом 1,95 млн лет.
В пещере Вандерверк орудия олдувайской культуры из базального слоя раннего каменного века (ESA) датируются возрастом 1,93—1,77 млн л. н. (палеомагнитный субхрон Олдувай). Переход от олдованских инструментов к ранним ашельским ручным топорам произошёл в период от 1,22 до 1,07 млн л. н. (эпизод Харамильо), преднамеренное использование огня глубоко внутри пещеры (не менее 30 метров от входа) выявлено в слое возрастом 1 млн л. н. Небольшие кусочки охры попали в пещеру 500–300 тыс. лет назад.

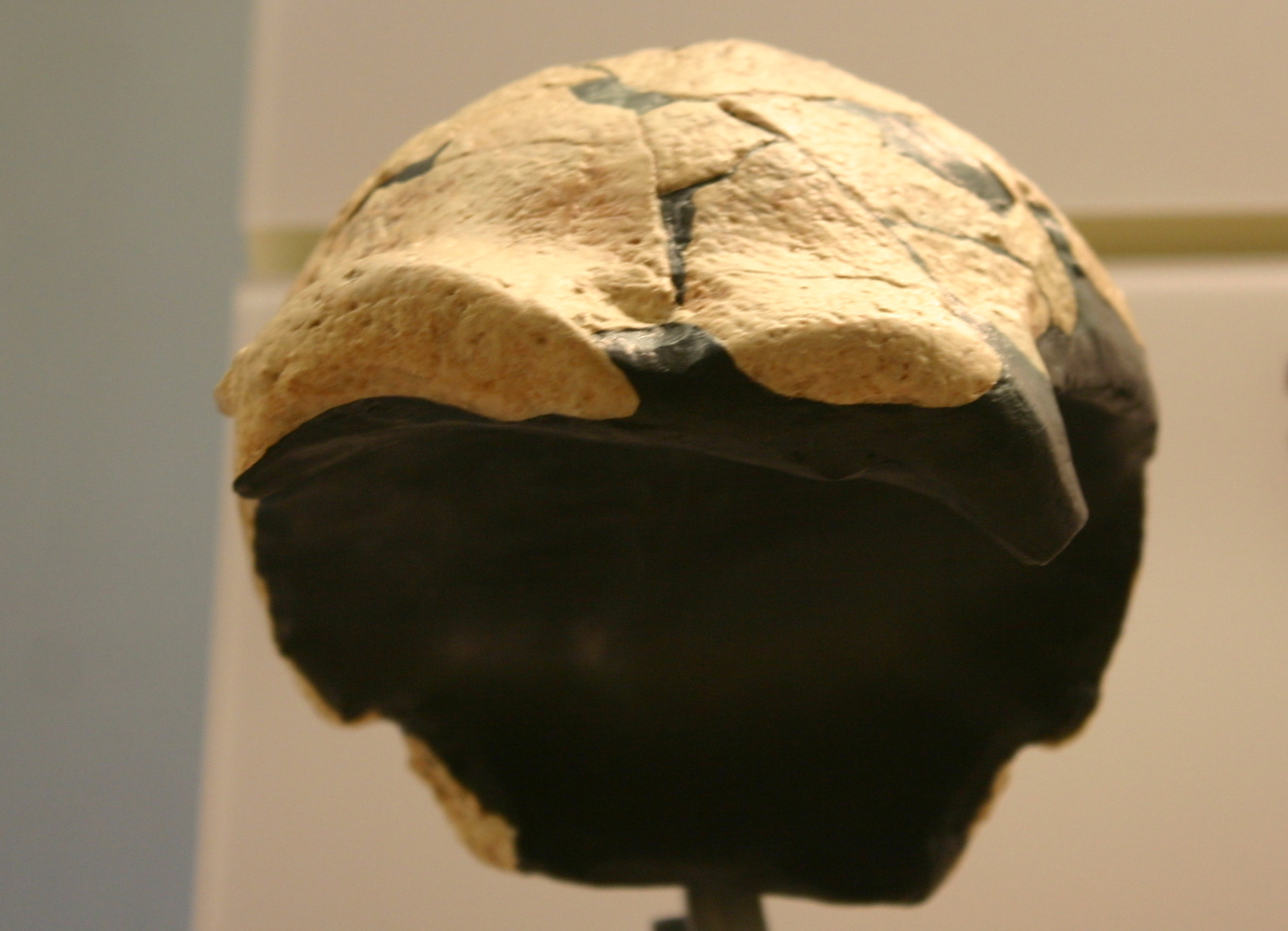
Череп из Эландсфонтейна

Череп из Эландсфонтейна, известный как человек из Салданьи, датируется возрастом 470 или 700—400 тыс. лет назад.
В Кату Пане (Kathu Pan) местонахождение Кату Пан 1 имеет отложения раннего каменного века (ESA) — слой 4b, для которых характерны хорошо сделанные топоры. Вышележащий слой Stratum 4a датируется комбинацией методов OSL и ESR/U-серий возрастом примерно более 500 000 лет до настоящего времени.
Череп из Флорисбада (провинция Фри-Стейт), отличающийся мозаикой переходных черт, стал основанием для выделения вида Homo helmei. Другие авторы включают его вместе с находками из марокканского Джебель-Ирхуд в кладу ранних представителей человека разумного — Homo sapiens clade.
В глубине пещеры Вандерверк найдены небольшие кусочки охры, которые попали туда 500—300 тыс. лет назад.
Люди вида Homo naledi, найденные в пещере под Восходящая звезда (провинция Гаутенг), жили 335—236 тыс. лет назад.
В Пограничной пещере в горах Лебомбо близ Эсватини в слое пепла возрастом около 170 000 лет назад археологи нашли 55 обугленных корневищ крахмалистого растения гипоксис (Hypoxis angustifolia). Также были найдены деревянные палки-копалки, которыми люди откапывали корневища растений, а на пепелище в остатках самой старой из известных травяных подстилок возрастом 227 тыс. лет нашли пепел, рассыпанный под связанными пучками травы, который мог быть использован древними людьми для отпугивания ползающих кусающих насекомых, которые не могли легко пройти сквозь мелкий порошок.
На территории национального парка Гарден-Рут в дюнах побережья Кейптауна найдены отпечатки следов ног (ихниты) предположительно Homo sapiens возрастом 153±10 тыс. лет.
В пещере Бломбос (африкаанс Blombos, букв. «цветущий лес») выявлены три культурных слоя среднего каменного века Африки. M3 — возрастом более 125 000 лет назад, M1 и M2 (стилбейская индустрия) — около 73 000 и 77 000 лет назад. Стилбейская индустрию сменила сходная, но более развитая ховисонс-портская индустрия. В трёх костяных наконечниках стрел из пещеры Бломбос, датируемых возрастом 72—80 тыс. л. н., присутствуют следы ядовитых веществ. Один наконечник, найденный в устье реки Класис возрастом более 60 тыс. л. н. имеет микротрещины и некое чёрное вещество, которое могло быть ядом.
В пещере Пещере очагов (Cave of Hearth) в местонахождении Макапансгат в слое 3 найдена нижняя челюсть с врождённым отсутствием (адентией) третьего моляра (M3), как и у тибетского денисовца, гоминина из Пэнху и у ланьтяньского человека. Человек из слоя 3, которому на момент смерти было не менее 18 лет, может быть одним из самых ранних представителей человека разумного.
В пещерах у реки Класис в Восточно-Капской провинции на побережье Индийского океана находки охватывают диапазон времени от 120 до 55 тыс. л. н. (от морской изотопной стадии MIS 5e до стадии MIS 4). На всех стадиях среднего каменного века (Middle Stone Age, MSA) найдены останки более 50 человек, но главным образом на морской изотопной стадии MIS 5 (особенно в период МСА II), считающихся архаичными ранними Homo sapiens, в том числе — со свидетельствами каннибализма. В кострищах среднего каменного века (MSA) среди обугленных частиц пищи удалось найти фрагменты растительной паренхимы — запасающей ткани, которая служит для отложения крахмала в клубнях, луковицах и корневищах растений. Это свидетельствует о том, что анатомически современные люди подвергали термической обработке и ели растительный крахмал 120 000 лет назад. Морфологический образец нижней челюсти KRM с реки Класис явно отличается от такового у неандертальцев и современных людей.
Отпечатки человеческих следов с участка Нахун дали возраст около 124 000 лет. Группа окаменелых отпечатков следов ног предположительно человека современного анатомического типа, обнаруженных на берегу лагуны Лангебан, датируется возрастом примерно 117 тыс. лет назад.
Белые кристаллы кальцита и фрагменты скорлупы страусиных яиц из скального убежища на холме Га-Мохана (Ga-Mohana Hill North Rockshelter), датируются возрастом 105 тыс. лет назад
Известняковая пещера на южном побережье ЮАР получила известность в связи с обнаружением в ней украшений из 41 раковины улиток Nassarius kraussianus и других изделий ранних Homo sapiens возрастом около 75 тыс. л. н. В пещере Дипклоф одни из древнейших символических изображений — орнамент в виде параллельных и скрещенных линий, вырезанный на скорлупе яиц страуса — датируются возрастом 60 тыс. лет назад.
В Сибуду обнаружены образцы некоторых наиболее ранних технологий человечества, в том числе древнейший костяной наконечник стрелы (61 тыс. л. н.), игла (61 тыс. л. н.), а также образец использования клейкой смеси, которая затем подвергалась огневой обработке (72 тыс. лет назад). Орудия, изготовленные в технике отжимной ретуши, датируются возрастом 77 тыс. лет назад.
Пограничная пещера у границы со Эсватини известна находками голоценовых Homo sapiens и Homo, переходных от флорисбадского типа к боскопскому типу, которые имеют датировку от 33,6—76 тыс. л. н. до 105 тыс. л. н. (для слоя ховисонс-портской индустрии, средний каменный век Африки). В Пограничной пещере (Border Cave) в 1941 году обнаружили захоронение младенца, датирующееся возрастом около 74 тыс. лет назад.
Ховисонс-портская индустрия во многом предвосхищает каменные орудия «позднего каменного века» (LSA), наступившего через 25 тыс. лет после исчезновения данной индустрии, около 40 тыс. лет назад. Она не имела потомков. После её исчезновения вновь появляются более примитивные технологии.
Кость Лебомбо с насечками из Пограничной пещеры датируется возрастом от 44 200 до 43 000 лет.
Череп Хофмейр, найденный в 1952 году недалеко от городка Хофмейр и датируемый возрастом 36 тыс. л. н., — один из очень немногих анатомически современных человеческих черепов, найденных в Африке. По результатам многомерных анализов череп Хофмейр более схож с европейскими верхнепалеолитическими людьми, а не с современными негроидами. Морфология позднеплейстоценового черепа Хофмейра идентифицируется как типичная для популяции, от которой произошли евразийские верхнепалеолитические современные люди. Эндокраниальный объëм черепа из Хофмейра, основанный на множественных реконструкциях, составляет 1541 ± 10 см³. Шаровидная эндокраниальная форма особи Хофмейра соответствует вариациям формы современных людей с морфометрическим сходством с верхнепалеолитическими евразийскими окаменелостями, а также с современными (южными) африканцами. Планируется извлечь из черепа ДНК в лаборатории Копенгагенского университета.

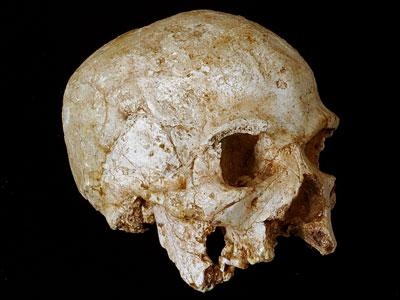
Череп Хофмейр

У людей из скального навеса Окхерст (Oakhurst Rockshelter), живших от 10 до 1,3 тыс. л. н., определили митохондриальные и Y-хромосомные гаплогруппы, которые распространены в современных популяциях, говорящих на койсанских языках, и не выявили примеси от популяций, происходивших из Восточной, Центральной и Западной Африки. Это говорит о том, что поток генов к предкам современных койсанов со стороны бантуговорящего населения начался не раньше, чем 1300 лет назад.

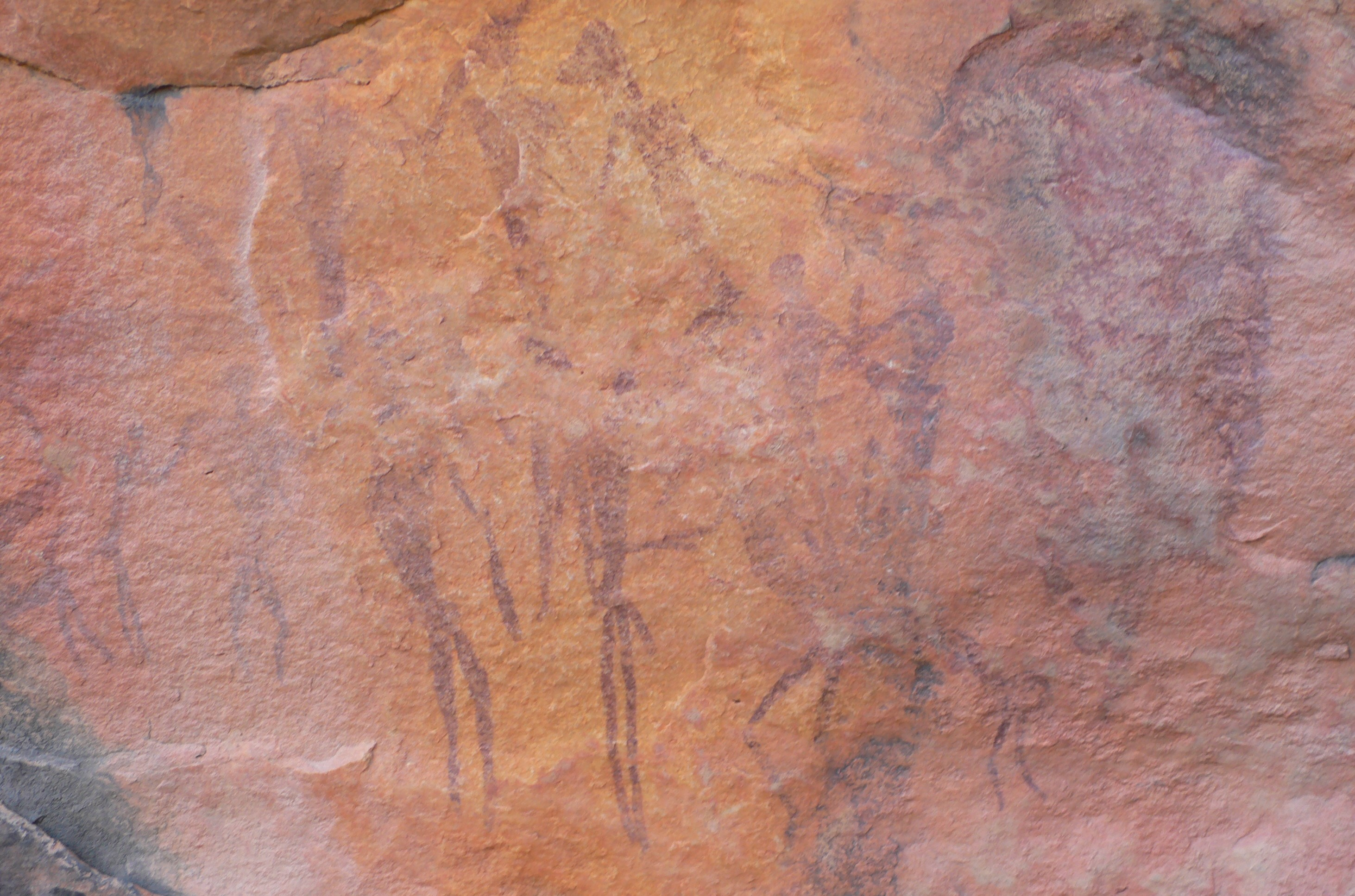
Наскальные рисунки. Западная Капская провинция

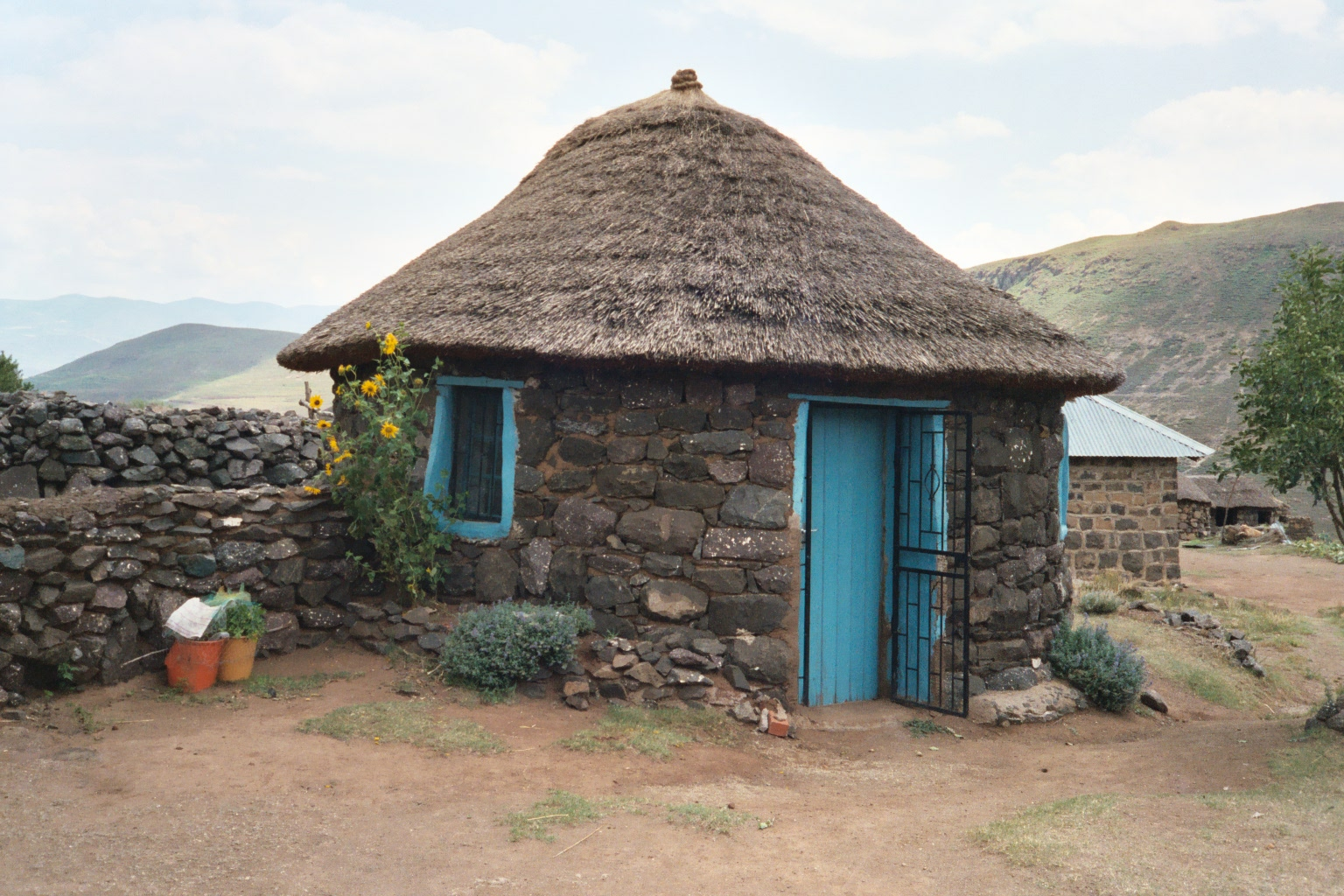
Рондавель — типичное жилище народов банту на территории ЮАР

До прихода племён банту (реки Лимпопо на севере страны они достигли в середине I тысячелетия нашей эры) эта территория была населена кочевыми скотоводческими племенами кой-коин (готтентотов) и собирателями-бушменами (сан).
Земледельцы-банту продвигались на юго-запад, уничтожая либо ассимилируя местное население. Примерно к 1050 году относятся археологические свидетельства о присутствии банту в нынешней провинции Квазулу-Натал. Ко времени прихода европейцев область мыса Доброй Надежды была заселена кой-коин, а банту (племена коса) достигли берегов реки Грейт-Фиш. Местные народы были знакомы с добычей металлических руд, обработкой и изготовлением орудий из железа и меди.

## Экспедиция финикийцев
В 1827 году английский путешественник Джордж Томпсон опубликовал книгу под названием «Путешествия и приключения в Южной Африке» (англ. Travels and Adventures in South Africa). В книге он упоминает, что близ местечка Кейп-Флэтс, ныне являющегося районом Кейптауна, расположенного на берегу бухты Фолс, незадолго до его приезда были обнаружены части обшивки какого-то древнего судна «со следами металлической субстанции в сильно разъеденном состоянии», предположительно, гвоздей. Плотник, присутствовавший при осмотре, утверждал, что древесина была кедровая (ливанский кедр широко применялся древними судостроителями). Томпсон предположил, что это останки парусника, потерпевшего крушение в ходе экспедиции финикийцев вокруг Африки, предпринятой около 600 года до н. э. по приказу египетского фараона Нехо II. О находке надолго забыли, но через 30 лет в тех же местах местный чиновник сообщил в письме губернатору провинции о том, что на побережье обнаружили полуистлевшую кедровую доску длиной 70 футов (21 м). Уже в XX веке обломки древнего корабля изучал известный учёный Раймонд Дарт. Он установил, что длина парусника могла достигать 170 футов (52 м), что вполне согласуется с имеющимися данными о судостроении у финикийцев. В конце XX века в районе Клануильяма были обнаружены наскальные рисунки, изображающие корабли. Они были нанесены острым предметом на прибрежные скалы в нескольких местах на побережье. Часть изображений могут быть интерпретированы как корабли финикийцев. Определенное затруднение представляет тот факт, что племена кой-коин появились на мысе лишь в V веке, то есть через тысячу лет после экспедиции финикийцев. Однако, Геродот в своей «Истории» сообщает, что финикийцы в ходе экспедиции приставали к берегу, обрабатывали землю, дожидались жатвы, собирали урожай и двигались дальше. Таким образом, следы их присутствия могли быть настолько значительными, что сохранились на продолжительное время, либо во время их пребывания на мысе были заметны далеко от побережья.

## Голландцы и коса

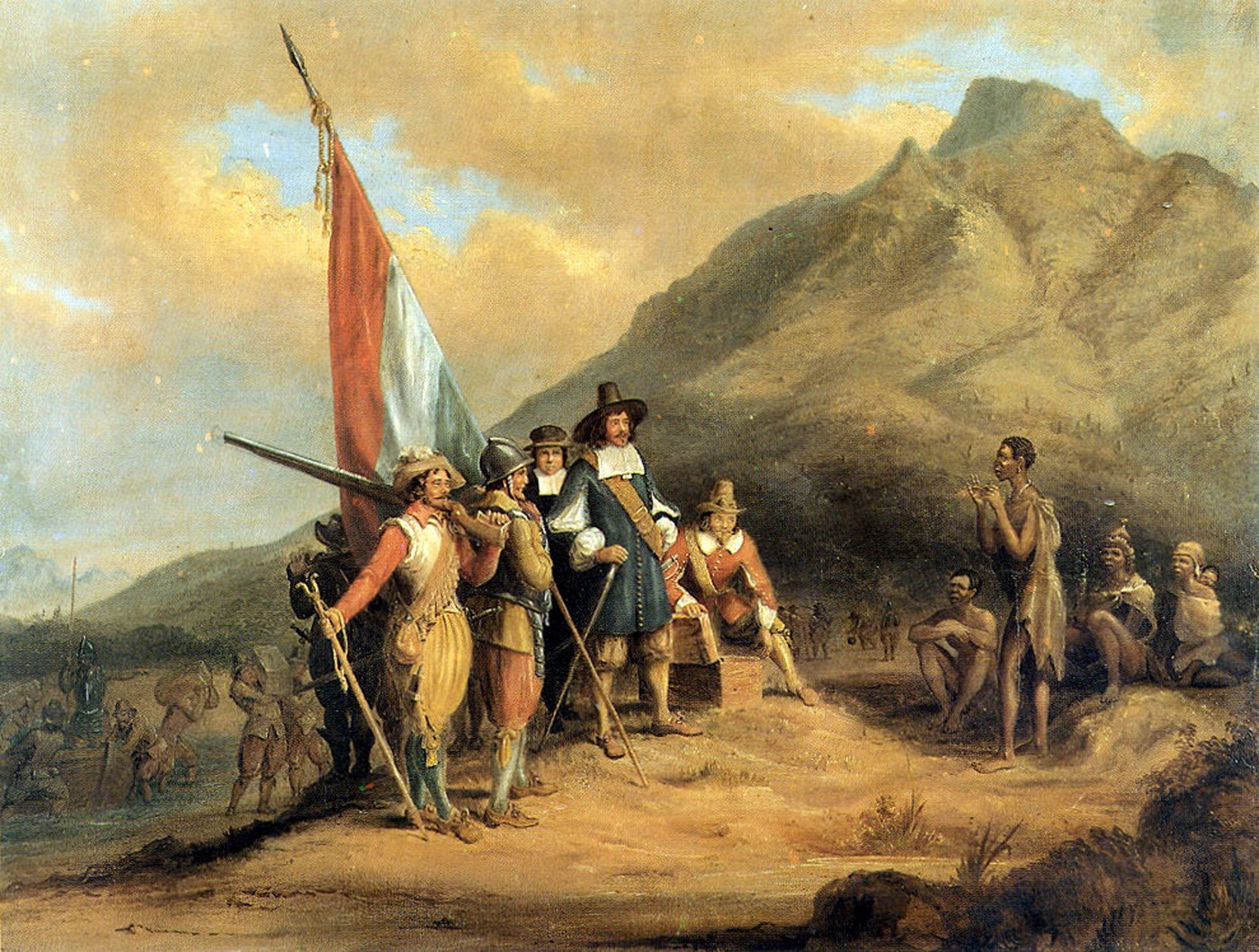
Прибытие Яна ван Рибека

Письменная история ЮАР началась 6 апреля 1652 года, когда Ян ван Рибек от имени Голландской Ост-Индской Компании основал поселение на мысе Штормов, позднее получившем название Доброй Надежды (ныне Кейптаун). В XVII и XVIII веках туда прибывали колонисты из Нидерландов, а также французские гугеноты, спасавшиеся от религиозных преследований на родине, и поселенцы из Германии. В 1770-е годы колонисты столкнулись с ко́са, продвигавшимися с северо-востока. Последовала серия столкновений, известных как Капские пограничные войны и вызванных в основном притязаниями белых переселенцев на земли африканцев, пригодные для сельского хозяйства.
В Капскую колонию также свозились рабы из других голландских владений, в частности, из Индонезии и с Мадагаскара. Многие рабы, а также автохтонное население Капского региона смешались с белыми колонистами. Их потомки называются капскими цветными и теперь составляют до 50 % населения в Западно-Капской провинции.

## Британское владычество
Великобритания впервые получила господство над Капской колонией в 1795 году, в ходе Четвёртой англо-голландской войны: тогда Нидерланды оказались под властью Наполеона, и британцы, боясь, что французы получат контроль над этим стратегически важным регионом, отправили в Капстад армию под командованием генерала Джеймса Генри Крэйга, чтобы он захватил колонию от имени штатгальтера Вильгельма V. Губернатор Капстада не получал никаких указаний, однако, согласился подчиниться англичанам. В 1803 году был заключён Амьенский мир, по условиям которого Батавская республика (то есть Нидерланды, как они стали называться после французского завоевания) оставляла Капскую колонию за собой. После возобновления войны в 1805 году англичане вновь решили захватить колонию. В результате битвы на склонах Столовой горы в 1806 году английские войска под командованием Дэвида Бэрда вошли в форт Капстада.

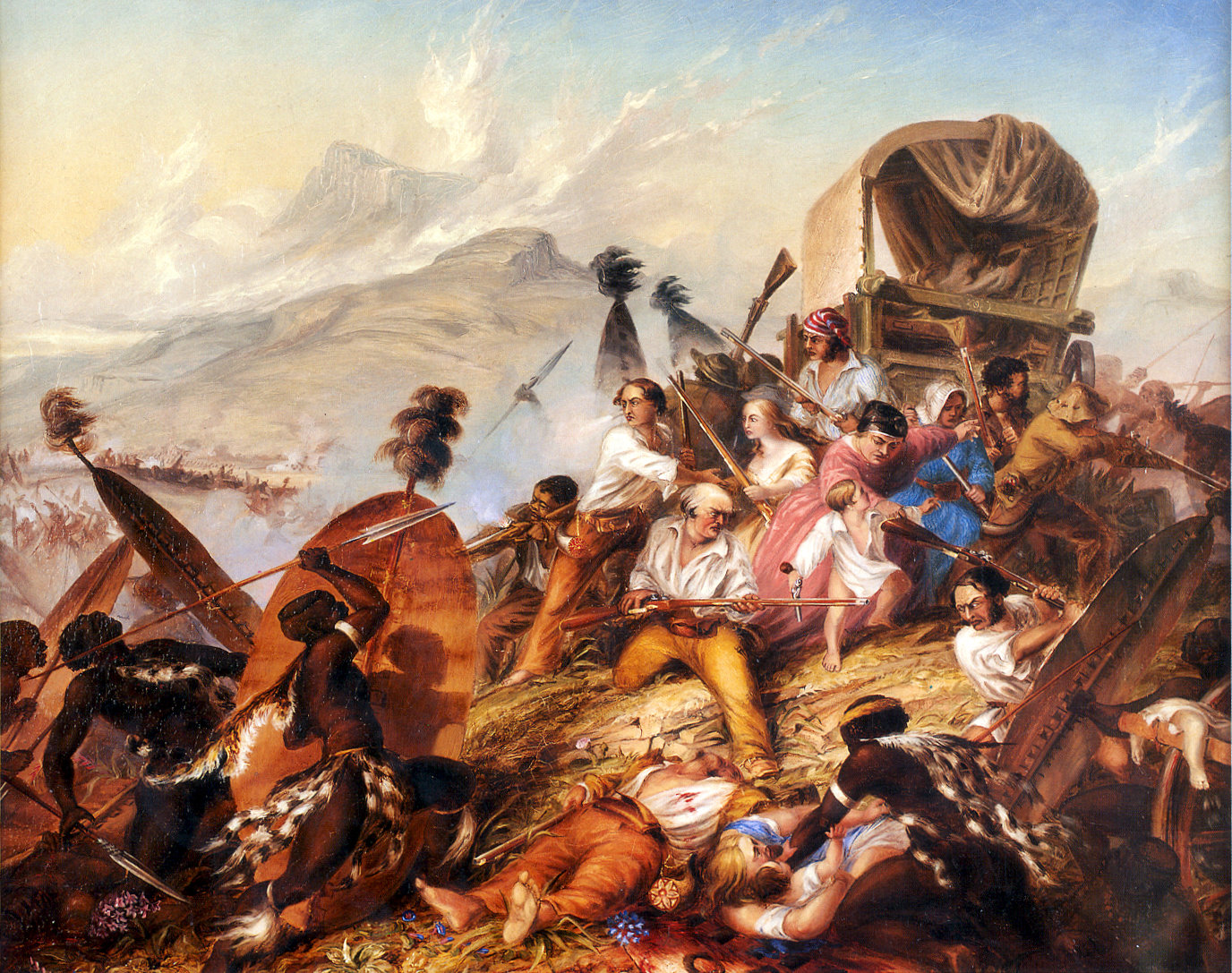
Зулусы, 1838 r.

Британцы отодвинули границы своих владений далеко на восток, борясь с коса путём возведения фортов по берегам Фиш-Ривер. Чтобы усилить свою власть в этих местах, британская корона поощряла приезд поселенцев из метрополии.
В 1806 году, под давлением различных сил внутри страны британский парламент запретил рабство, а в 1833 году это положение было распространено на колонии. Постоянные стычки на границах, отмена рабства и другие разногласия с британцами заставили многих крестьян голландского происхождения (называвшихся бурами, от нидерл. «boer» ⎯ «крестьянин») отправиться в так называемый Великий трек в глубь континента, на высокое плоскогорье Велд. Там они столкнулись с вождеством ндебеле во главе с Мзиликази, бывшим сподвижником основателя государства зулусов (КваЗулу) и великого воителя инкоси Чаки, бежавшим на запад в ходе так называемого мфекане — переселения народов, вызванного междоусобными войнами в Юго-Восточной Африке (современная провинция Квазулу-Натал). В конце концов, буры основали в континентальной части Южной Африки свои государства: Оранжевую республику и Трансвааль.
Само независимое государство зулусов, возглавляемое Кетчвайо, было уничтожено британцами в ходе англо-зулусской войны 1879 года, которая вошла в историю несколькими знаменитыми сражениями, такими как разгром британского батальона при Изандлване или оборона миссии Роркс-Дрифт. Сопротивление зулусов было окончательно подавлено в 1887 году, к этому времени они были согнаны в несколько административно-территориальных образований, наиболее крупным из которых являлся «Зулуленд» — пространство между рекой Тугела и рекой Умзимкулу общей площадью 27 тыс. км².

## Англо-бурские войны

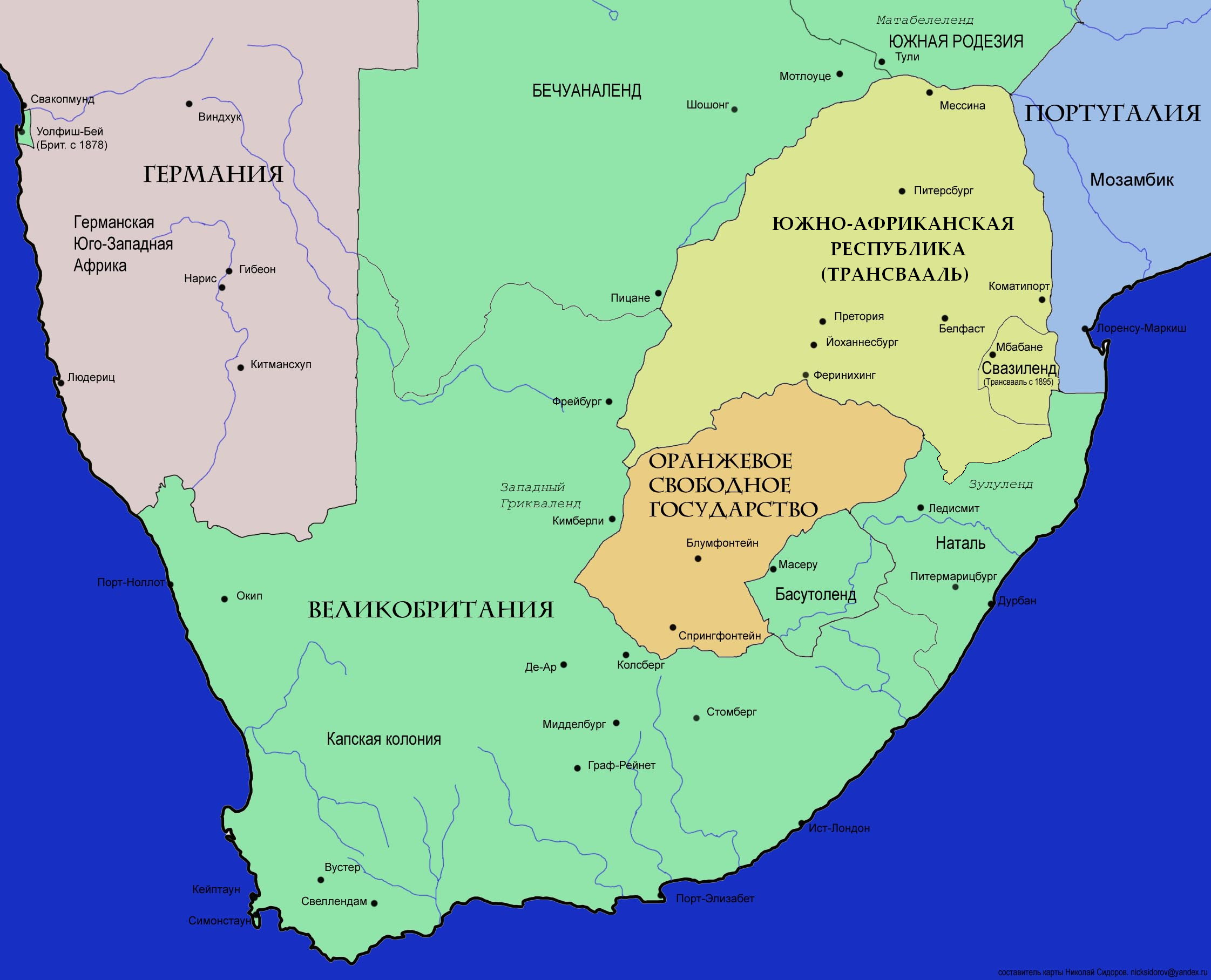
Территория Южной Африки до второй англо-бурской войны

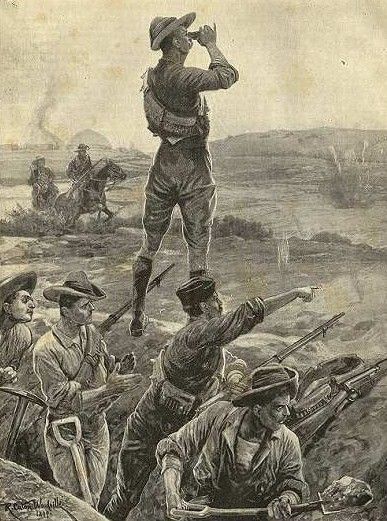
Бурские солдаты роют траншеи во время англо-бурской войны

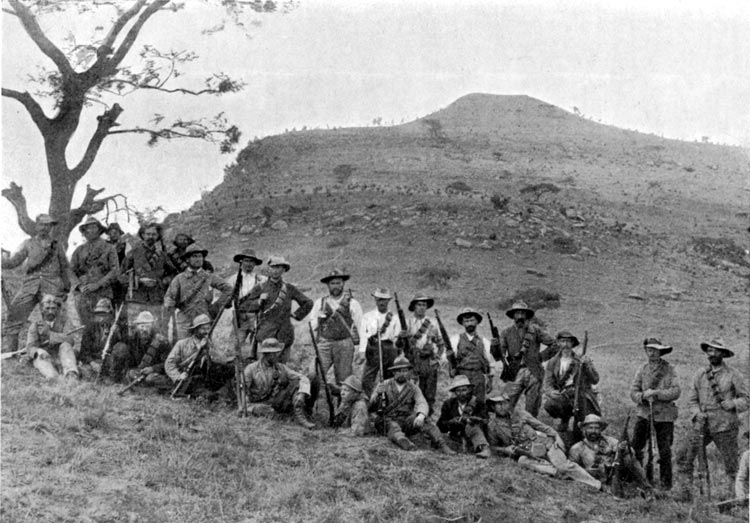
Буры при Спион-Копе

Открытие богатых месторождений алмазов (1867) и золота (1886) на Витватерсранде привело к экономическому росту колонии и увеличению оттока капитала в Европу, резкому усилению иммиграции в бурские республики и ухудшению положения туземцев. Эти события, спровоцированные и поощряемые английским правительством, в итоге привели к конфликту между англичанами и бурами. В 1880 — 1881 годах произошла первая англо-бурская война, в ходе которой буры сумели отстоять свою независимость во многом из-за нежелания Великобритании во втягивании в затяжную колониальную войну, так как территории Оранжевой республики и Трансвааля не представляли значительного стратегического интереса, несмотря на открытие к тому времени месторождения алмазов в районе Кимберли. «Золотая лихорадка» в ранде (район Йоханнесбурга) началась после первой англо-бурской войны. Нельзя не отметить также малочисленность английских колониальных войск в тот период. Так, аннексию Трансвааля Великобританией в 1877 году, явившуюся непосредственной причиной войны, произвёл английский отряд численностью всего лишь 25 человек без единого выстрела.
В то же время британцы утвердились в Натале и Зулуленде, победив в войне с зулусами. В 1899 — 1902 годах произошла Вторая англо-бурская война, в которой буры, несмотря на первоначальные успехи, всё же проиграли лучше обученным и экипированным англичанам, обладавшим подавляющим численным преимуществом. После поражения своих нерегулярных войск, буры под командованием Луи Бота, Якоба Деларея и Кристиана Де Вета обратились к тактике партизанской войны, с которой англичане боролись, создав сеть блокгаузов, а также собирая бурских женщин и детей в концентрационные лагеря, или используя бронепоезда для борьбы с партизанами. По условиям Феринихингского договора британцы согласились выплатить трёхмиллионный долг бурских правительств. Кроме того, чернокожие были по-прежнему лишены права голоса (кроме как в Капской колонии).
Война нашла своё отражение в знаменитых произведениях мировой литературы: в романе Луи Буссенара «Капитан Сорви-голова», где буры были представлены в качестве жертв насильственной колонизационной политики Великобритании, и в историческом труде А. Конан-Дойла «Война в Южной Африке», который больше защищает политику англичан (несмотря на старания автора быть непредвзятым, книга использовалась британским правительством в пропагандистских целях) и в русском романе неизвестного автора «Роза Бургер — бурская героиня, или золотоискатели в Трансваале».

## Создание Южно-Африканского Союза
После четырёхлетних переговоров 31 мая 1910 года был образован Южно-Африканский Союз (ЮАС), куда вошли британские Капская колония, колонии Натал, Оранжевой реки и Трансвааль. Союз стал доминионом Британской империи. Первое правительство ЮАС возглавляли представители Трансвааля генерал Луис Бота и его заместитель генерал Ян Смэтс. В августе 1914 года ЮАС вступил в Первую мировую войну. В октябре 1914 года был поднят антибританский мятеж, участники которого выступили за воссоздание независимой бурской республики. Этот мятеж был быстро подавлен.
В 1919 году Луис Бота умер, и главой правительства стал Ян Смэтс, который занимал этот пост до 1924 года, когда правительство возглавил Джеймс Барри Герцог.
В 1933 году было создано коалиционное правительство во главе с Дж. Герцогом (премьер-министр) и Я. Х. Смэтсом (вице-премьер), а в 1934 году была образована Объединённая партия, куда вошли (пробританская) Южноафриканская партия и (бурская) Национальная партия. Но в 1939 году она распалась из-за возникших разногласий о том, следует ли Южной Африке вслед за Великобританией вступать во Вторую мировую войну — правая Национальная партия симпатизировала нацистской Германии и выступала за резкую расовую сегрегацию.

## Вторая мировая война
4 сентября 1939 года Объединённая партия отказалась принять предложение премьер-министра Дж. Герцога о нейтралитете во Второй мировой войне, и сместила его, предпочтя Смэтса. Став премьер-министром, Смэтс официально объявил, что Южно-Африканский союз находится в состоянии войны с нацистской Германией и другими странами «Оси».
На некоторое время обострились отношения между «очищенной» Национальной партией Даниеля Франсуа Малана, созданной последователями умершего в 1942 Герцога, и полувоенной бурской организацией «Оссевабрандваг». Балтазар Йоханнес Форстер и другие члены «Оссевабрандваг» были против вступления ЮАС во Вторую мировую войну, и начали устраивать акты саботажа. Смэтс предпринял ряд мер против деятельности пронацистских организаций, и поместил лидеров «Оссевабрандваг» на время войны в тюрьму.
Во время войны южноафриканские Союзные силы обороны участвовали в операциях в Восточной Африке, в Северной Африке, на Мадагаскаре и в Италии.

## Режим апартеида и его последствия
В 1948 году Национальная партия победила на выборах. Фактически к власти пришло тайное общество африканерских националистов Брудербонд. Правительство провело несколько очень жёстких законов, ограничивающих права чёрного населения: конечной целью этой политики было создание «Южной Африки для белых», в то время как чёрных предполагалось вовсе лишить южноафриканского гражданства. В ходе апартеида чернокожие были фактически частично или полностью лишены следующих прав:
- на гражданство ЮАР (в большинстве случаев это стало привилегией),
- участвовать в выборах и быть избранным,
- на свободу передвижения (неграм было запрещено выходить на улицу после заката, а также появляться в «белых» районах без особого разрешения властей, то есть, по сути, им было запрещено посещать крупные города, поскольку оные находились в «белых» районах),
- на смешанные браки,
- на медицинское обслуживание (это право у них не было формально отнято, но им было запрещено пользоваться медициной «для белых», в то время как медицина «для чёрных» была совершенно не развита, а в некоторых районах отсутствовала вовсе)
- на образование (основные образовательные учреждения находились в «белых» районах),
- быть принятым на работу (за работодателями было официально закреплено право применять расовую дискриминацию при приёме на работу).

Кроме того, во время апартеида были запрещены коммунистические партии — за членство в коммунистической партии полагалось наказание в виде 9 лет лишения свободы. На международной арене южноафриканский режим вёл активную антикоммунистическую политику, направленную на подавление левых национально-освободительных движений в ЮАР и оккупированной ей Намибии, а также вооружённую борьбу с прокоммунистическими силами, пришедшими к власти в Анголе и Мозамбике. Кроме того, он обзавёлся ядерным, химическим и биологическим оружием.

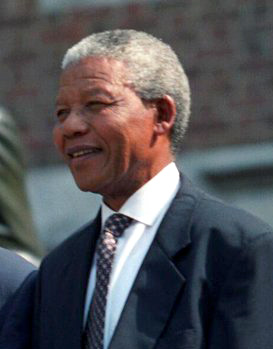
Нельсон Мандела

ООН неоднократно в своих резолюциях признавала апартеид южно-африканским фашизмом и призывала Южную Африку прекратить политику расовой дискриминации. Тем не менее, Южно-Африканская Республика не обращала внимания на эти требования, поскольку её правительство длительное время пользовалось поддержкой США и Великобритании. Мировое сообщество резко осуждало существовавший режим и накладывало на ЮАР санкции, например, запрещало участвовать в Олимпийских играх.
В 1961 году Южно-Африканский Союз стал независимой Южно-Африканской Республикой, которая вышла из Содружества наций, возглавляемого Великобританией. Выход был обусловлен неприятием политики апартеида в ЮАР другими членами Содружества (членство ЮАР в Содружестве было восстановлено в июне 1994 года).
Одним из последствий апартеида стал огромный социальный разрыв между потомками европейцев, жившими по лучшим стандартам западного мира, и большинством, пребывавшем в бедности (правда, далеко не такой глубокий, как во многих других государствах Африки). Всё это вызвало длительное сопротивление темнокожего населения под началом Африканского национального конгресса — протесты, забастовки и волнения внутри страны, пики которых выпали на середину 50-х, начало 60-х, середину 70-х и 80-е годы, — а также беспокойство международного сообщества, которое угрожало стране санкциями.
Ведущую роль в борьбе против апартеида сыграли чёрные активисты, такие как Стив Бико, Десмонд Туту и Нельсон Мандела. К ним присоединились многие белые (от деятелей коммунистического подполья вроде Джо Слово до легальной либеральной оппозиции вроде Хелен Сазман) и цветные (потомки смешанного населения), а также южноафриканцы индийского происхождения.
Использование режимом апартеида вооружённой силы против выступлений темнокожего большинства привели к трагедиям наподобие расстрела мирной демонстрации в Шарпевиле (1960) и бойни при подавлении восстания учащейся молодёжи в Соуэто (1976).

## «Новая Южная Африка»

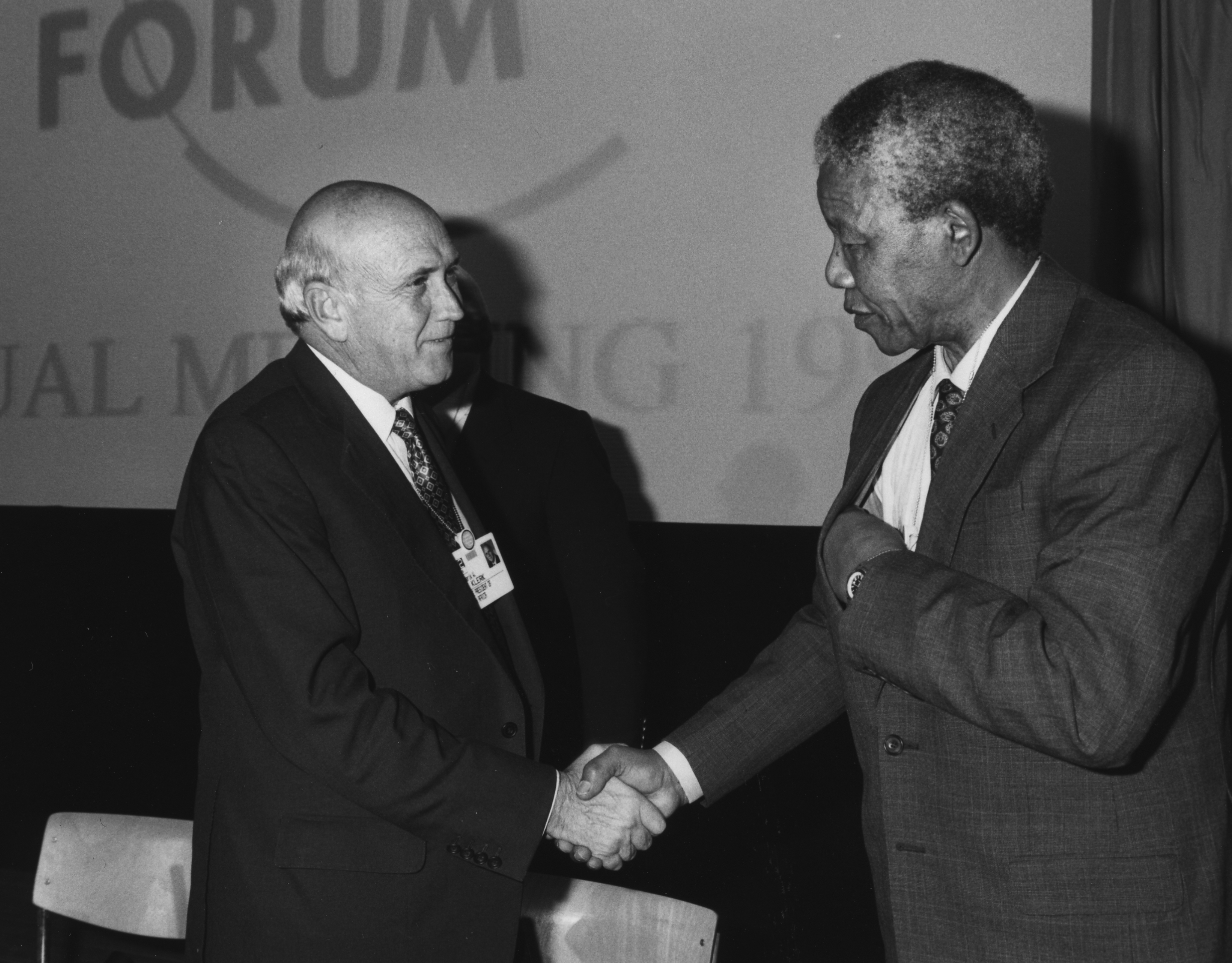
Нельсон Мандела и Фре́дерик де Клерк, 1992 r.

В сентябре 1989 года президентом страны был избран Фредерик де Клерк, который начал предпринимать активные действия по демонтажу системы апартеида (белое население должно было отказаться от своего господствующего положения). В результате, смена политической системы произошла сравнительно мирно: ЮАР — одна из немногих стран Африки, где ни разу не был осуществлён государственный переворот.
Многие дискриминационные законы были отменены, в 1989—1990 годах из тюрьмы были выпущены Нельсон Мандела и другие оппозиционные активисты. 2 февраля 1990 года было принято решение о немедленной отмене запрета на деятельность АНК, Южноафриканской коммунистической партии и Панафриканского конгресса, освобождению всех политзаключённых, отмене всех ограничений в СМИ и образовании. С мая 1990 года шли официальные переговоры правительства и президента с оппозицией и её лидерами. В 1994 году прошли первые всеобщие выборы, победу на которых одержал Африканский национальный конгресс, до сих пор находящийся у власти. Пост президента последовательно занимали представители АНК Нельсон Мандела (1994—1999), Табо Мбеки (1999—2008), Кгалема Мотланте (2008—2009) и Джейкоб Зума (2009—2018), Сирил Рамафоса (с 2018).
Несмотря на отмену апартеида, миллионы чёрных южноафриканцев до сих пор живут в бедности (хотя и лучше, чем в соседних странах), что связано как с наследием прежнего режима, так и с тем, что, по утверждению многих, новое правительство неэффективно распределяет получаемые средства и не обращает достаточно внимания на социальные вопросы. Правда, программа социального жилья дала определённые результаты, улучшив для многих жилищные условия, что привело к увеличению собираемости налогов.

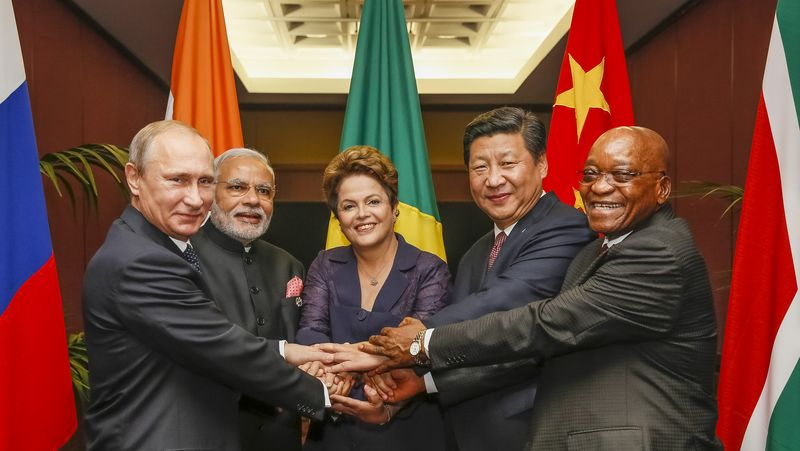
Лидеры стран БРИКС в 2014 году

По мнению специалиста по истории ЮАР В. Г. Шубина, страна напоминает кипящий котёл с закрытой крышкой. Сохраняется вероятность распада ЮАР на несколько независимых государств и вмешательства развитых стран для контроля над месторождениями и путями их вывоза. Основная проблема ЮАР в том, что единого южноафриканского общества не существовало никогда. Страна состоит из множества мелких и крупных народностей в разное время завоеванных африканерами и англичанами. Поэтому, по сути, страна является искусственно созданной руками белых завоевателей.
В начале XXI века в ЮАР также очень остро встала проблема нелегальной миграции. После отмены апартеида и значительного ослабления контроля на внешних границах в страну хлынул поток нелегалов из Зимбабве, Анголы, Мозамбика и других стран Восточной Африки. Всего в ЮАР (на начало 2008 года), по оценкам различных экспертов, от 3 до 5 миллионов незаконных мигрантов.